# Кузма Висоцки
Кузма Демидович Висоцки (рус. Кузьма Демидович Высоцкий; рођен 31. октобра 1911. у Запрудју – преминуо 4. марта 1940. у Лењинграду) – црвеноармејац, Херој Совјетског Савеза и учесник Зимског рата 1939–1940. По војном чину био је поручник.
„За приказану храброст и испољено јунаштво и пожртвованост у рату са финским непријатељима” 15. јануара 1940. додељено му је звање Хероја Совјетског Савеза, уручен Орден Лењина и медаља Златна звезда.
Тешко је рањен у бици за острва Пукинсари и Ханукалансари у Финском заливу 28. фебруара 1940. године, а од последица задобијених повреда преминуо је четири дана касније у болници у Лењинграду (данас Санкт Петербург). Поручник Кузма Висоцки сахрањен је на Богословском гробљу у Санкт Петербургу, а његова гробница налази се на листи културног наслеђа Руске Федерације.
Њему у част град Трогсунд (Виборшки рејон Лењинградске области) 1948. године преименован је у Висоцк.